# Política de Marruecos
Marruecos, de conformidad con la Constitución, es una monarquía constitucional, con legislatura bicameral y un sistema multipartidista con sufragio universal. El rey Mohammed VI de Marruecos (الملك محمد السادس للمغرب) es jefe de Estado.   

## Poder Ejecutivo
| competencias     | Nombre          | Desde                    |
| ---------------- | --------------- | ------------------------ |
| Rey              | Mohammed VI     | 23 de julio de 1999      |
| Jefe de Gobierno | Aziz Akhannouch | 10 de septiembre de 2021 |

El poder ejecutivo en Marruecos consiste en El Rey y el Gobierno. El gobierno está integrado por el Jefe del Gobierno, los ministros y, en su caso, los secretarios de Estado. El Jefe del Gobierno puede someterse a una cuestión de confianza ante la Cámara de Representantes, y si la pierde por mayoría absoluta, debe presentar la renuncia ante el Rey. Hasta la aprobación de la Constitución de 2011, la figura del jefe del Gobierno se denominaba primer ministro.

### El Rey
De acuerdo con la vigente Constitución de 2011, el rey de Marruecos es el jefe del Estado, garante de la libertad de culto y del islam, y se le reconoce el título de Amīr al-Mu'minīn (Comendador de los creyentes), presidiendo el Consejo Supremo de los Ulemas. Es el jefe de las Fuerzas Armadas, nombra al Jefe del Gobierno, que será el elegido por el poder legislativo y le corresponde la presidencia del Consejo de Ministros. Puede disolver las cámaras con antes una previa consulta con el presidente del Tribunal Constitucional y someter a examen del parlamento los tratados internacionales. Sus funciones se redujeron tras la aprobación de la Constitución de 2011, si bien todavía conserva poderes propios del poder ejecutivo en un sistema de monarquía constitucional.

### Majzen
El majzén (en árabe: المخزن‎) es un término que designaba antiguamente al Estado marroquí y en la actualidad a su oligarquía o gobierno en la sombra. De ella deriva la palabra almacén.
El nombre probablemente sea una metonimia relacionada con los impuestos que el Estado recaudaba, y que guardaría protegidos en salas de depósitos o en cofres. De este término procede el de mujazni, que designaba al agente de policía del sultán y que hoy en día puede designar, con un matiz algo despectivo, a la policía marroquí (mujazniyya es el nombre colectivo, pronunciado mjazniyya coloquialmente).
En la actualidad el Estado marroquí no recibe oficialmente el nombre de majzén, pero el término sigue siendo de uso corriente para referirse a la élite dirigente del país, agrupada alrededor del rey y formada por miembros de su familia y allegados, terratenientes, hombres de negocios, líderes tribales, altos mandos militares y otras personas influyentes que constituyen el poder fáctico.
El término está asociado a un modo arcaico y hermético de gobernar, opuesto a la democracia formal de las instituciones marroquíes. Aunque los contornos del majzén son vagos, el gobierno en sí mismo no es considerado parte de él sino instrumento suyo. El majzén por lo general coopta a sus miembros utilizando sus propias redes. Con frecuencia la pertenencia al majzén es hereditaria.

## Poder Legislativo

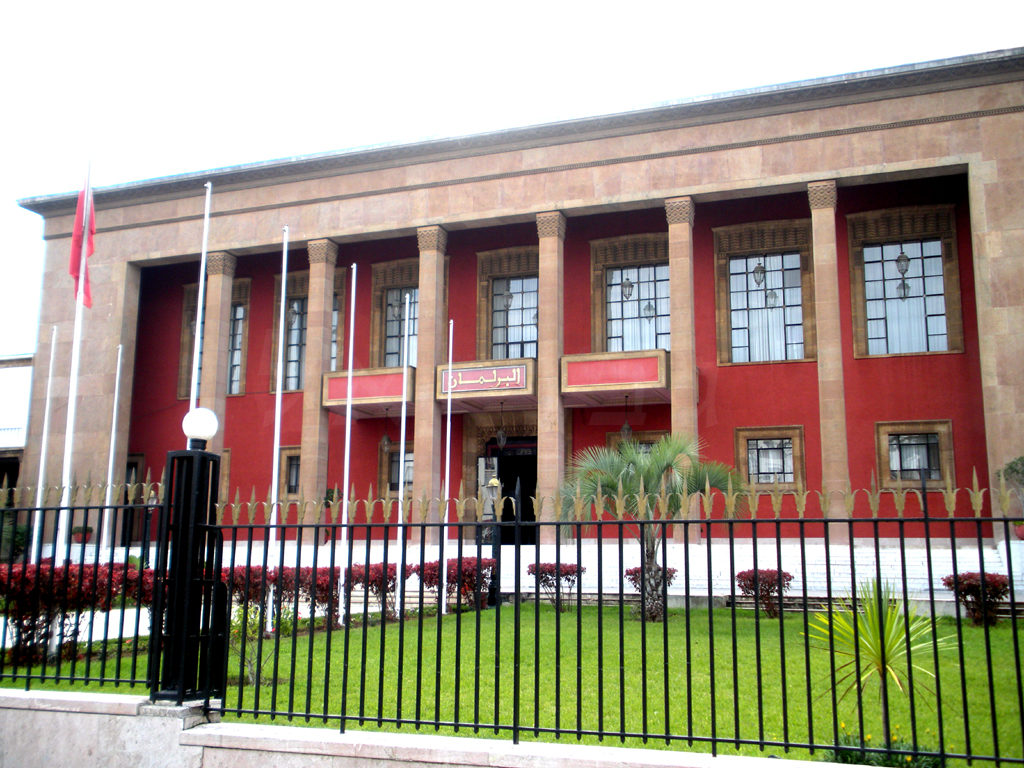
Una fotografía que tomé personalmente del edificio del Parlamento marroquí.

El Parlamento de Marruecos está compuesto de dos cámaras: la Cámara de Representantes y la Cámara de Consejeros. Al parlamento corresponde el poder legislativo y el control del gobierno. La Cámara de Representantes es elegida por sufragio universal, libre, directo y secreto entre todos los ciudadanos inscritos en el censo por un período de cinco años. La Cámara de Consejeros es un cámara de segunda lectura o cámara alta que representa a las regiones y municipios de Marruecos por un sistema de representación de segundo grado.

## Poder judicial
El poder judicial de Marruecos es independiente del poder ejecutivo y legislativo, conforme a lo establecido en la Constitución y regulado por una ley orgánica. Su organización se basa en los principios de legalidad, imparcialidad y acceso a la justicia.
El órgano de gobierno de la judicatura es el Consejo Superior del Poder Judicial (Conseil supérieur du pouvoir judiciaire), que garantiza la independencia de los jueces. Está presidido por el rey de Marruecos, en calidad de garante de la independencia judicial, y se compone de:
El presidente del Tribunal de Casación y el fiscal general del mismo;
Cinco miembros nombrados directamente por el rey;
Cuatro miembros elegidos por los propios jueces y magistrados en ejercicio.

Este consejo es responsable de los nombramientos, ascensos, traslados y sanciones disciplinarias del cuerpo judicial.

## Divisiones administrativas
Marruecos está dividido en doce regiones. Estas a su vez están divididas en trece prefecturas y sesenta y dos provincias. Cada prefectura está dividida en distritos (cercles), municipios, comunas y, en el caso de las áreas metropolitanas, en barrios (arrondissements). Los distritos están subdivididos en municipios rurales. La prefectura de Casablanca está subdividida en prefecturas (préfectures d'arrondissements), las cuales son similares a los distritos, excepto que agrupan unos cuantos barrios.

## Partidos políticos
En Marruecos existen oficialmente numerosos partidos políticos. Los principales son:
|  | Partido político                                | Fecha de creación | Posicionamiento | Ideología                         |
|  | ----------------------------------------------- | ----------------- | --------------- | --------------------------------- |
|  | Partido Istiqlal (PI)                           | 1943              | Derecha         | Nacionalismo Conservatismo        |
|  | Unión Socialista de Fuerzas Populares (USFP)    | 1959              | Izquierda       | Socialismo Socialismo democrático |
|  | Partido de la Justicia y el Desarrollo (PJD)    | 1967              | Derecha         | Islamismo                         |
|  | Movimiento Popular (MP)                         | 1957              | Derecha         | Amaziguismo                       |
|  | Partido de Progreso y el Socialismo (PPS)       | 1974              | Izquierda       | Socialismo Progesismo             |
|  | Partido de la Autenticidad y Modernidad (PAM)   | 2008              | Centroizquierda | Monarquismo                       |
|  | Agrupación Nacional de los Independientes (RNI) | 1978              | Centroderecha   | Conservadurismo liberal           |
|  | Unión Constitucional (UC)                       | 1983              | Centro          | Liberalismo                       |

## Política exterior
Miembro de la Unión Africana (1963-1984), la abandonó tras ésta reconocer a la RASD. Relaciones con Argelia han sido tensas a causa del apoyo argelino al Frente Polisario y su posición a favor de un Sáhara independiente. La frontera entre Marruecos y Argelia permanece cerrada.

## Derechos humanos
En materia de derechos humanos, respecto a la pertenencia a los siete organismos de la Carta Internacional de Derechos Humanos, que incluyen al Comité de Derechos Humanos (HRC), Marruecos ha firmado o ratificado:
| Marruecos | Tratados internacionales | Tratados internacionales | Tratados internacionales | Tratados internacionales  | Tratados internacionales  | Tratados internacionales | Tratados internacionales | Tratados internacionales | Tratados internacionales  | Tratados internacionales | Tratados internacionales | Tratados internacionales | Tratados internacionales | Tratados internacionales | Tratados internacionales | Tratados internacionales | Tratados internacionales | Tratados internacionales |
| --- | ------------------------ | ------------------------ | ------------------------ | ------------------------- | ------------------------- | ------------------------ | ------------------------ | --- | ------------------------- | ------------------------ | ------------------------ | ------------------------ | ------------------------ | ------------------------ | ------------------------ | ------------------------ | ------------------------ | ------------------------ |
| Marruecos | CESCR                    | CESCR                    | CCPR                     | CCPR                      | CCPR                      | CERD                     | CED                      | CEDAW | CEDAW                     | CAT                      | CAT                      | CRC                      | CRC                      | CRC                      | CRC                      | MWC                      | CRPD                     | CRPD                     |
| Marruecos | CESCR                    | CESCR-OP                 | CCPR                     | CCPR-OP1                  | CCPR-OP2-DP               | CERD                     | CED                      | CEDAW | CEDAW-OP                  | CAT                      | CAT-OP                   | CRC                      | CRC-OP-AC                | CRC-OP-SC                | CRC-OP-CP                | MWC                      | CRPD                     | CRPD-OP                  |
| Pertenencia | Firmado y ratificado.    | Sin información.         | Firmado y ratificado.    | Ni firmado ni ratificado. | Ni firmado ni ratificado. | Firmado y ratificado.    | Sin información.         | Política de Marruecos ha reconocido la competencia de recibir y procesar comunicaciones individuales por parte de los órganos competentes. | Ni firmado ni ratificado. | Firmado y ratificado.    | Sin información.         | Firmado y ratificado.    | Firmado y ratificado.    | Firmado y ratificado.    | Sin información.         | Firmado y ratificado.    | Sin información.         | Sin información.         |
| Firmado y ratificado, firmado, pero no ratificado, ni firmado ni ratificado, sin información, ha accedido a firmar y ratificar el órgano en cuestión, pero también reconoce la competencia de recibir y procesar comunicaciones individuales por parte de los órganos competentes. |                          |                          |                          |                           |                           |                          |                          | |                           |                          |                          |                          |                          |                          |                          |                          |                          |                          |